# Římskokatolická dómská farnost u svatého Štěpána Litoměřice
Římskokatolická dómská farnost u svatého Štěpána Litoměřice (lat. Litomericium, něm. Leitmeritz) je církevní správní jednotka sdružující římské katolíky na území Dómského pahorku v Litoměřicích. Organizačně spadá do litoměřického vikariátu, který je jedním z 10 vikariátů litoměřické diecéze. Centrem farnosti je katedrála svatého Štěpána v Litoměřicích.

## Historie farnosti
První zmínka o farní lokalitě pochází z roku 993, kdy byl zmiňován dnes již zbořený kostel sv. Jiří ve Svatojiřské ulici v Litoměřicích. Farnost byla zřízena současně s biskupstvím roku 1655. Od tohoto roku jsou také vedeny matriky.

### Duchovní správcové vedoucí farnost
Začátek působnosti jmenovaného v duchovní správě farnosti od:
- 1655 chybí údaje[p 1]
- 1777 Antonín Hesse
- 1784 Josef Burkart, † 13. 4. 1809
- 1788 Josef Bertl, † 27. 9. 1819
- 1790 Antonín Gaebler, n. 1750, † 14. 1. 1794
- 1793 Josef Pipann
- 1803 Jan Jeltsch, n. 9. 1. 1756 Nepomyšl, o. 3. 4. 1779, † 15. 12 1822 Postoloprty
- 1812 chybí údaje
- 1827 Karel Richter, n. 21. 3. 1794 Micro Schoenhofiens., o. 23. 2. 1817
- 1831 Josef Appelt, n. 6. 1. 1801 Eichnichtens., o. 23. 8. 1825, † 6. 4. 1846
- 1835 Josef Hellmann, n. 1. 1. 1794 Klumens., o. 23. 8. 1818
- 1836 Josef Pilz, n. 12. 5. 1806 Mikenhahn. o. 28. 9. 1832, † 22. 12. 1890
- 1838 Jan Pavel Ritschel, n. 25. 1. 1807 Sucheyens., o. 28. 9. 1832, † 1880
- 1847 Ignác Preissler, n. 1. 11. 1811 Georgswalde, o. 3. 8. 1837, † 11. 8. 1855
- 1856 Vavřinec Schmidt, n. 25. 8. 1824 Leitmeritz, o. 4. 7. 1848, † 28. 10. 1887
- 1874 Karel Musch, n. 17. 3. 1839 Trupschic., o. 31. 7. 1862, † 8. 12. 1889
- 1891 František Entler, n. 11. 11. 1846 Nixdorf, o. 23. 7. 1870, † 16. 6. 1902
- 1900 Josef Pohl, n. 20. 6. 1859 Georgenthal, o. 1. 6. 1883, † 18. 5. 1927
- 1903 Antonín Dušek, n. 10. 12. 1865 Libáň, o. 27. 5. 1888, † 15. 3. 1950
- 1905 František Linhart, n. 29.11. 1866 Bohuslav, o. 31. 3. 1889, † 31. 3. 1944
- 1906 Josef Schmied, n. 27. 4. 1871 Schödewitz, o. 17. 6. 1894
- 1916 Vilém Siegel, n. 17. 8. 1880 Bilin, o. 12. 7. 1903, † 7. 3. 1940
- 1917 Friedrich Renger, n. 23. 7. 1890 Aussig, o. 7. 9. 1913, † 22. 4. 1977
- 1920 Jan Endler, n. 2. 4. 1890 Spremberg, o. 5. 7. 1914, † 14. 4. 1954
- 1923 neobsazeno
- 1924 Vilém Siegel, n. 17. 8. 1880 Bilin, o. 12. 7. 1903, † 7. 3. 1940
- 1925 Josef Plescher, n. 20. 10. 1882 Suttom, 17. 7. 1910, † 3. 7. 1969
- 1927 Vojtěch Bitterlich, n. 20. 12. 1895 Georgswalde, o. 27.6. 1920, † 11. 1. 1972
- 1. 10. 1947 František Vlček
- 1. 7. 1953 Josef Poul
- 1. 8. 1954 Otakar Moc
- 1. 9. 1956 Josef Poul
- 1. 10. 1957 Ladislav Cikryt
- 1. 8. 1960 Jindřich Krtil
- 1. 8. 1961 Jaroslav Rusnák
- 21. 9. 1974 Tomáš Holoubek
- 5. 2. 1981 Václav Červinka
- 5. 12. 1982 Josef Helikar
- 1. 8. 1998 Milan Bezděk
- 15. 11. 2003 Jiří Sucharda, admin.
- 15. 9. 2008 Jiří Hladík O.Cr.[3]

## Území farnosti
Do farnosti náleží území litoměřického dómského pahorku. Je kompletně obklopená správním územím farnosti u Všech svatých Litoměřice. Jedná se, co do územního rozsahu, o nejmenší farnost litoměřické diecéze.

## Římskokatolické sakrální stavby na území farnosti
| | Fotografie       | Stavba                    | Místo                           | Bohoslužby                      | Zeměpisné souřadnice            | Status            | Číslo kulturní památky           |
| Kostel | Kostel           | Kostel                    | Kostel                          | Kostel                          | Kostel                          | Kostel            | Kostel                           |
| --- | ---------------- | ------------------------- | ------------------------------- | ------------------------------- | ------------------------------- | ----------------- | -------------------------------- |
| 1. |                  | Katedrála svatého Štěpána | Litoměřice, Dómský pahorek      | bližší informace o bohoslužbách | 50°31′56″ s. š., 14°7′42″ v. d. | farní kostel      | 35625/5-1754 (Pk•MIS•Sez•Obr•WD) |
| Kaple |                  |                           |                                 |                                 |                                 |                   |                                  |
| 2. |                  | Kaple sv. Jana Křtitele   | Litoměřice                      | bližší informace o bohoslužbách | 50°31′55″ s. š., 14°7′51″ v. d. | kaple             | 36979/5-1755 (Pk•MIS•Sez•Obr•WD) |
| Oratoria |                  |                           |                                 |                                 |                                 |                   |                                  |
| 3. |                  | Kaple sv. Vavřince        | Litoměřice, Biskupská rezidence | bližší informace o bohoslužbách | 50°31′54″ s. š., 14°7′45″ v. d. | sacellum privatum | 41208/5-1751 (Pk•MIS•Sez•Obr•WD) |
| 3. | Kaple Boží lásky | bohoslužby příležitostně  | Litoměřice, Biskupská rezidence | domácí oratorium                | 50°31′54″ s. š., 14°7′45″ v. d. | —                 |                                  |
| Některé drobné sakrální stavby a pamětihodnosti lze dohledat zde v databázi Drobné sakrální památky Zaniklé sakrální stavby lze dohledat zde v databázi Poškozené a zničené kostely, kaple a synagogy v České republice |                  |                           |                                 |                                 |                                 |                   |                                  |

Ve farnosti se mohou nacházet i další drobné sakrální stavby, místa římskokatolického kultu a pamětihodnosti, které neobsahuje tato tabulka.